# Лиерньо
Лиерньо (на френски: Lierneux) е селище в Югоизточна Белгия, окръг Вервие на провинция Лиеж. Населението му е около 3400 души (2006).